# Valentková
Valentková (polsky Walentkowy Wierch, maďarsky Walentko-csúcs, německy Valentinsberg, 2156 m n. m.) je hora v hlavním hřebeni Vysokých Tater. Nachází se jižně od Svinice (oddělena Valentkovým sedlem) a severozápadně od Hladkého štítu (oddělen Hladkým sedlem) a jejím vrcholem prochází slovensko-polská státní hranice. Se Svinicí ji spojuje úzký Valentkov hrebeň, který odděluje dolinu Kamenná Tichá na západě a Dolinu pod Kołem na východě. Přímo pod Valentkovou se nachází jezero Zadni Staw Polski.
Z Valentkové vybíhá západním směrem dlouhý boční hřbet oddělující doliny Zadná Tichá a Kamenná Tichá. Výraznou kulminací tohoto hřbetu je Valentkova kopa (1875 m n. m.).

## Historie
V 19. století byl vrchol hory důležitým měřičským bodem. Po roce 1950 se začal používat název Valentková, který je údajně odvozen od jména zdejšího pastýře (Válek). Jižní svahy hory byly využívány k pastvě dobytka, takže prvními lidmi na vrcholu byli patrně místní pastýři. Údaje o turistických výstupech pocházejí až z pozdější doby. Prvními zaznamenanými výstupy jsou:
- léto – 5. srpna 1902, Teodor Eichenwald, Ferdynand Rabowski, Jan Bachleda Tajber, Wojciech Tylka
- zima – 1. ledna 1914, S. Bujwid, Kazimierz Pietrowski, H. Trzebnicki

## Přístup
Na vrchol nevedou žádné značené cesty, tudíž je přístupný pouze v doprovodu horského vůdce.